# Tournerie de Saint-Même
La tournerie de Saint-Même d'en Bas est une tournerie de 1905 située dans la commune de Saint-Pierre-d'Entremont dans le département de l'Isère en France. Elle est labellisée Patrimoine en Isère et inscrite comme monument historique.

## Localisation
Cette tournerie est située dans le département de l'Isère mais à côté du hameau de Saint-Même d'en bas dépendant de la commune de Saint-Pierre-d'Entremont en Savoie et séparée de celui-ci par le Guiers-Vif qui marque la limite entre les deux départements.
Chaque année pour les journées du patrimoine, vous pouvez la visiter ainsi que l'atelier moderne qui se trouve en face.

## Histoire
En 1882, création par les quatre frères Francillon d'une tournerie hydraulique à Saint-Même d'en haut, en 1905, Jean, Pierre, François (3 des frères) et leur neveu Jean-Joseph
créent la tournerie de Saint-Même d'en bas avec les mêmes fabrications (boites pour l'élixir des Pères Chartreux, étuis de protection pour des flacons de produits pharmaceutiques et de parfumerie).
Depuis le 11 septembre 2015, elle est inscrite à l'inventaire des monuments historiques.
Un atelier « moderne » a été construit à une dizaine de mètres au XXe siècle pour les activités de menuiserie/charpente (voir illustration).

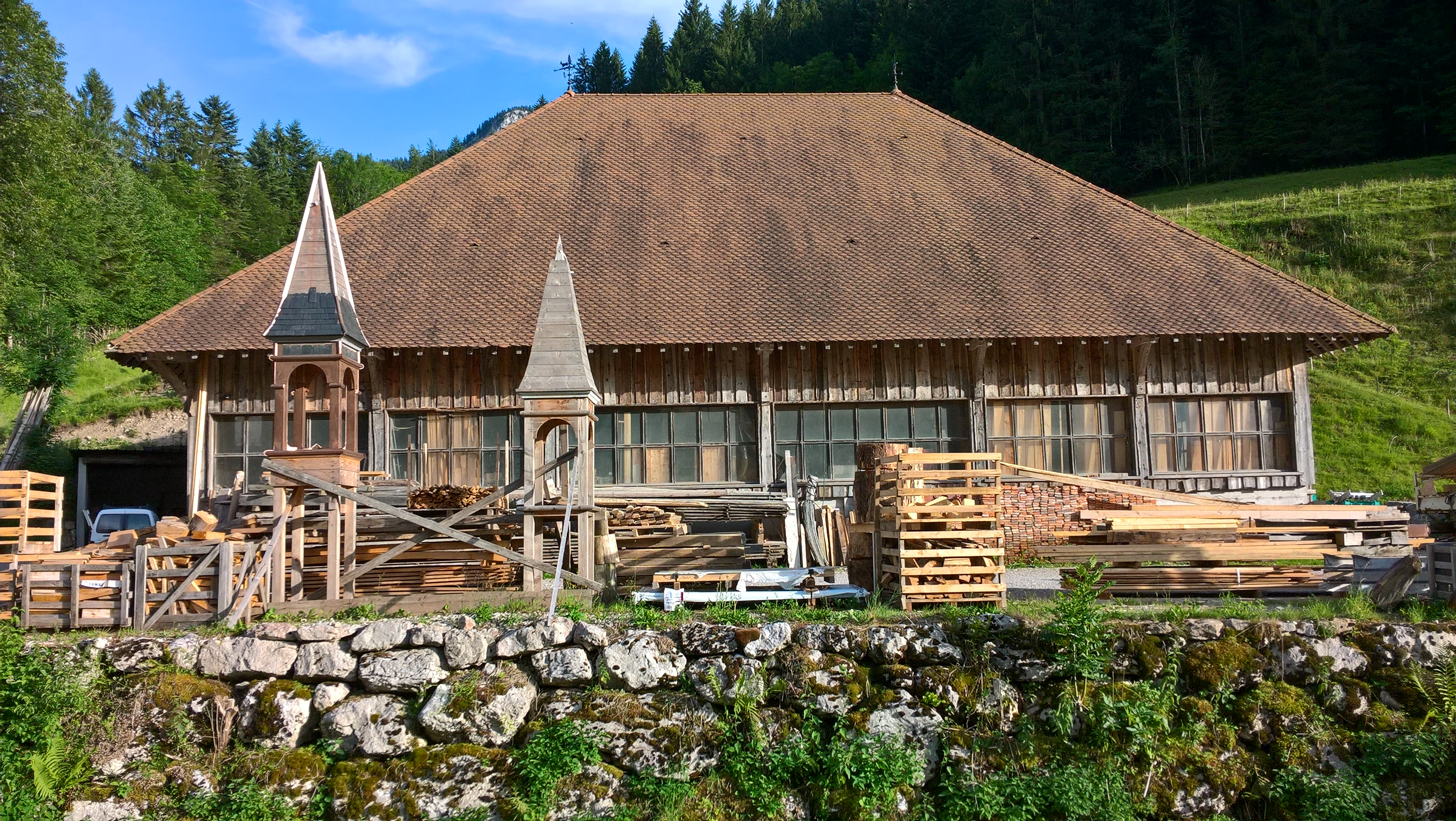
Atelier « moderne » menuiserie/charpente

## Description
Construite en bois, elle est équipée de scies et de tours actionnés à l'origine par une roue à aubes puis par une turbine utilisant l'énergie fournie par le Guiers-Vif.
À l'extérieur se trouve un treuil qui permettait de tirer les grumes arrivant du coteau (forêt) en face.

## Galerie photos

Quelques photos Extérieures/Intérieures
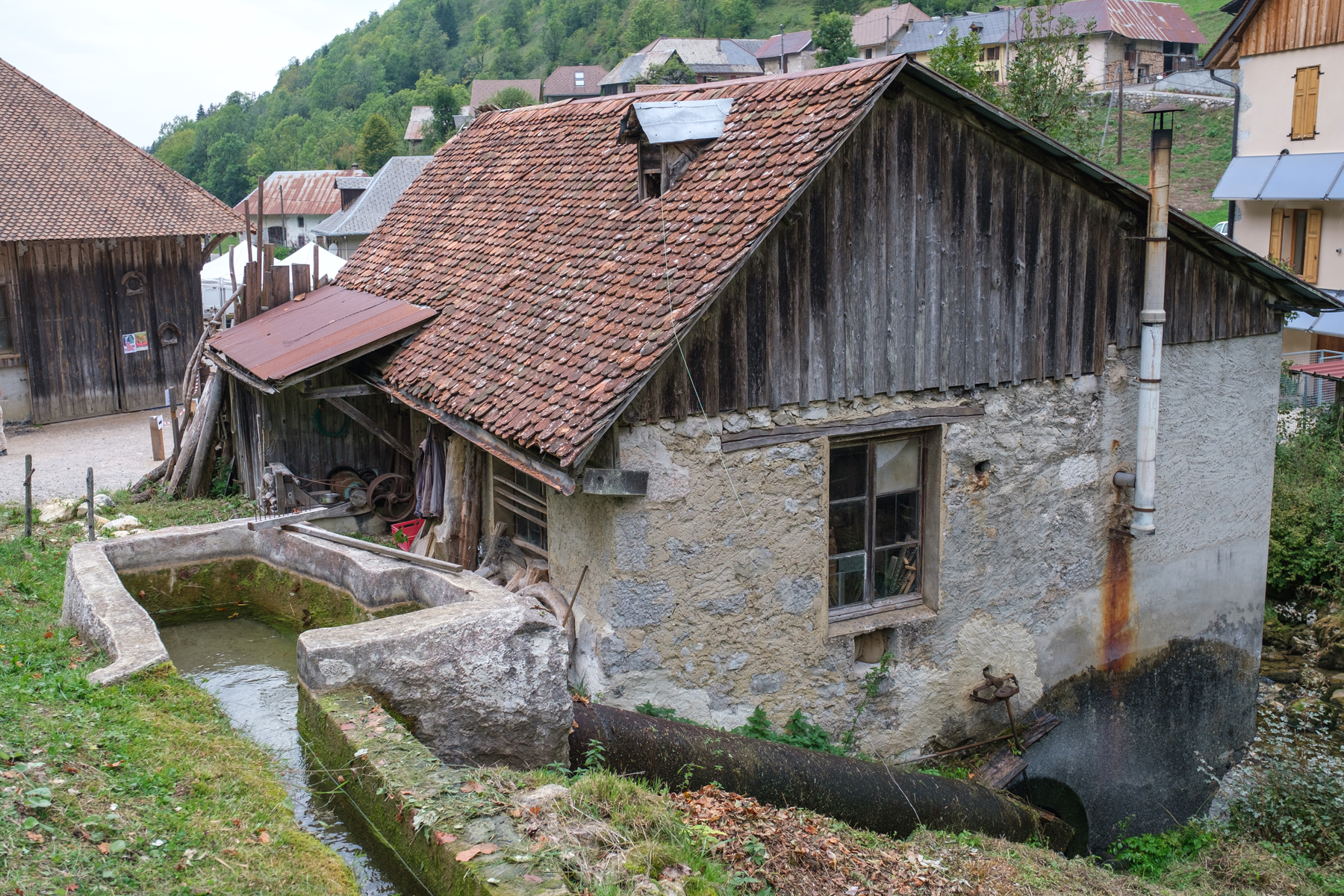
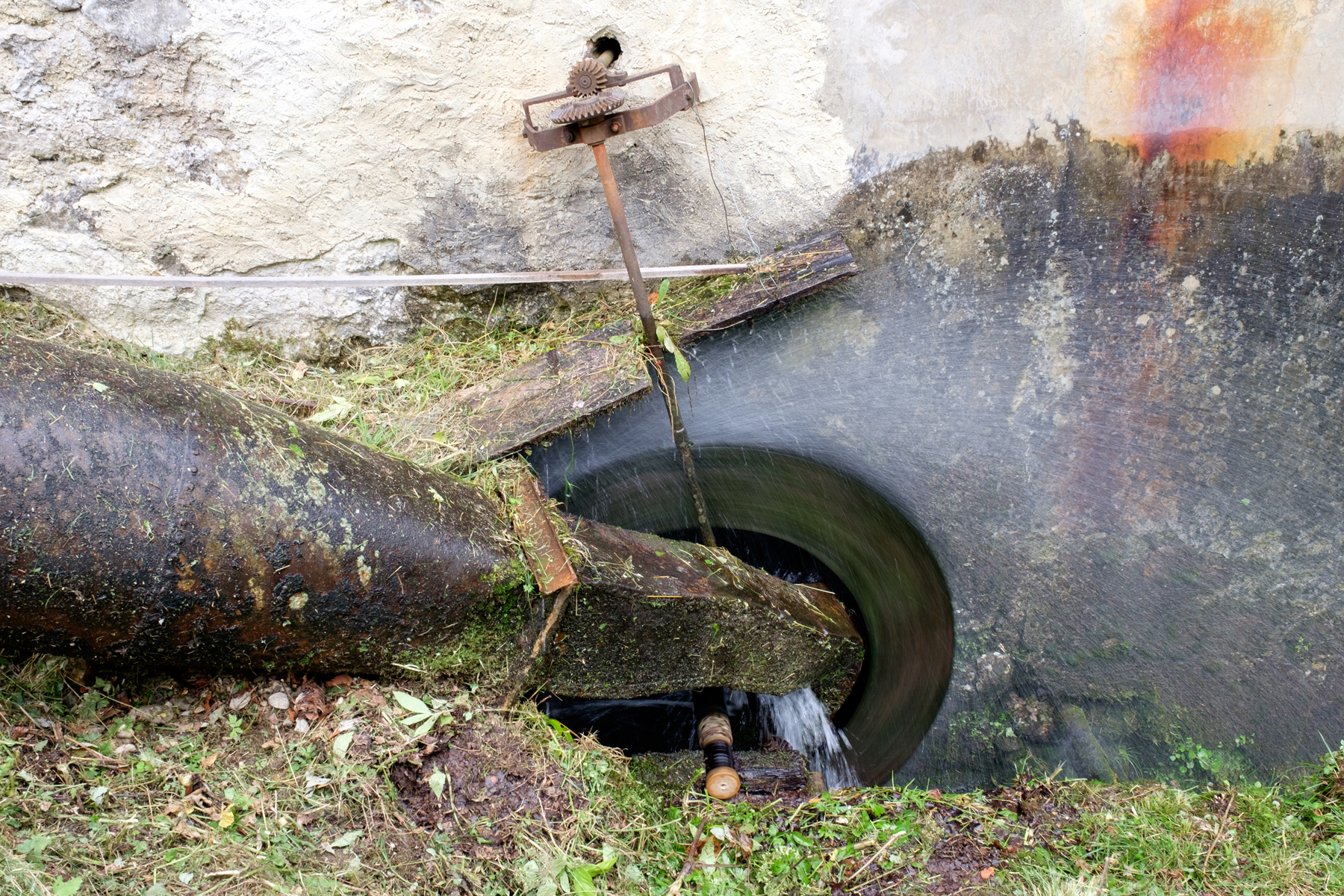
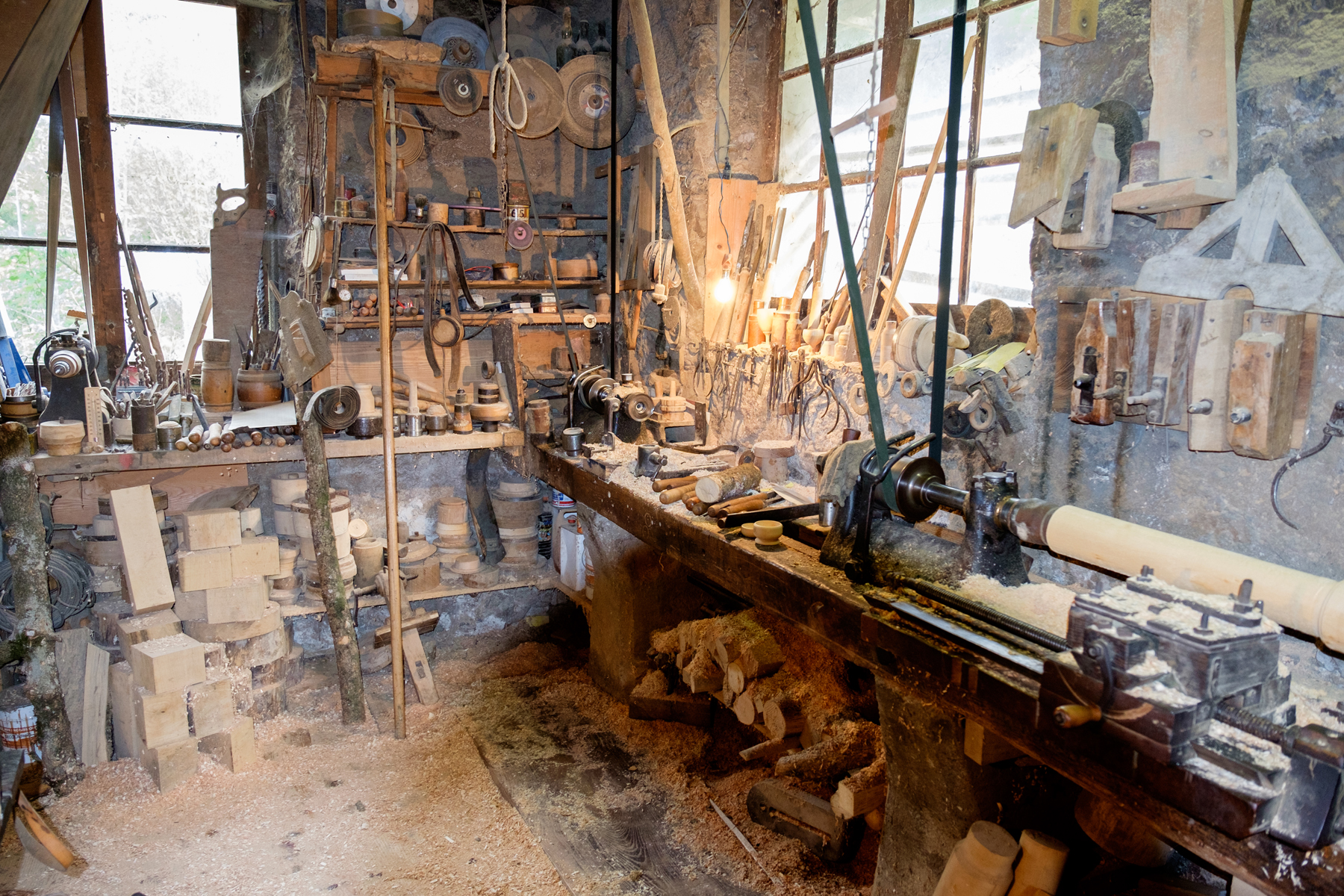
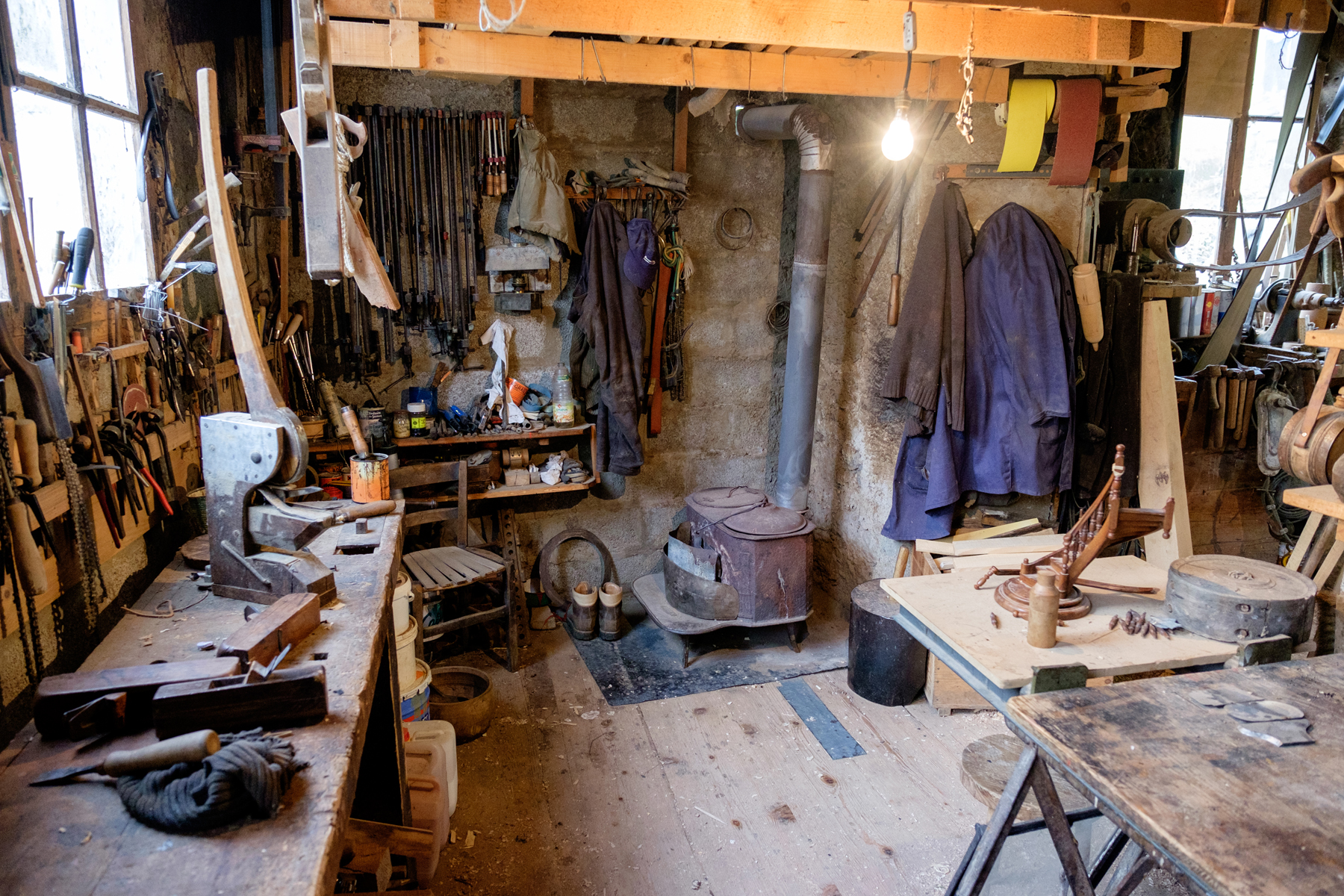
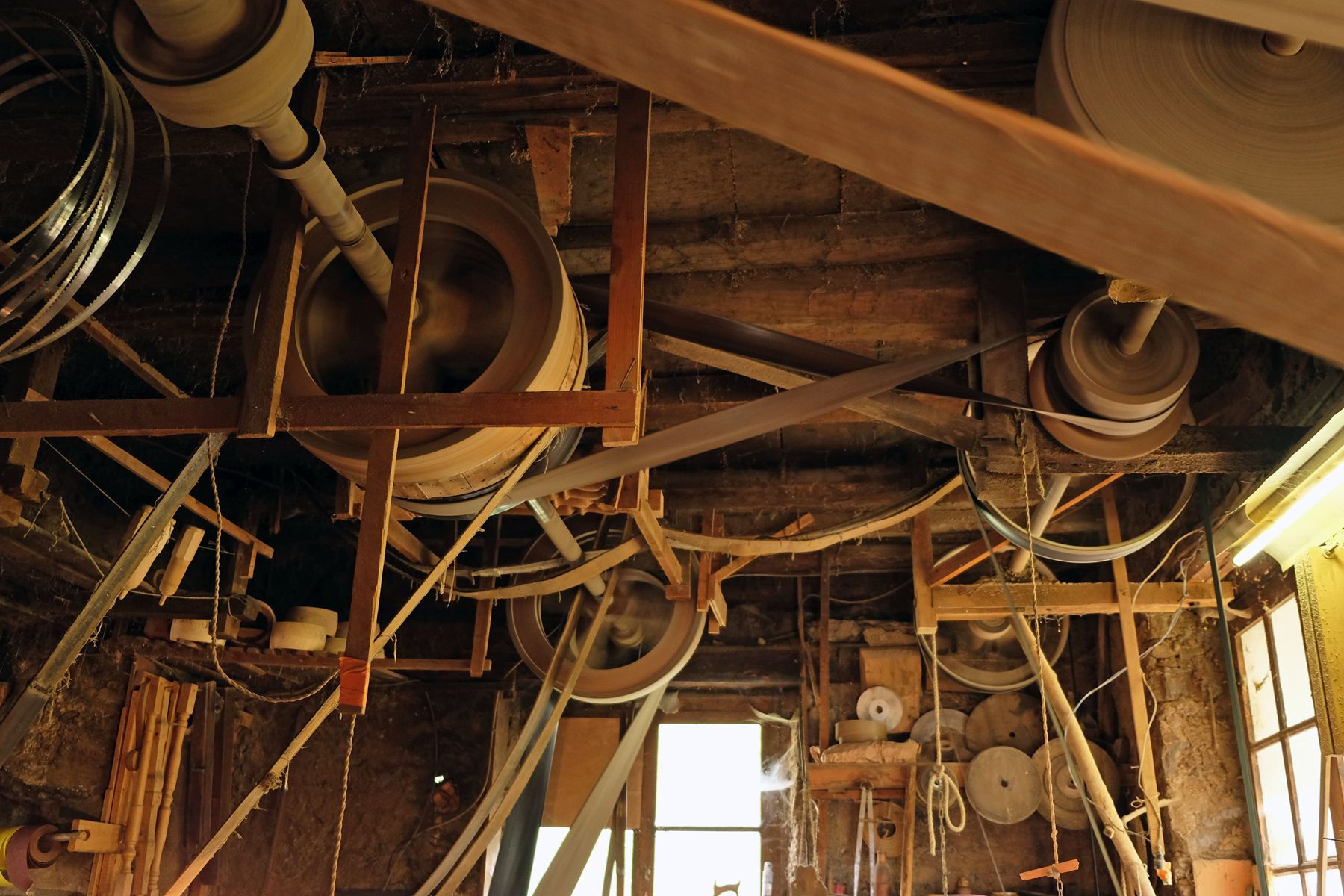
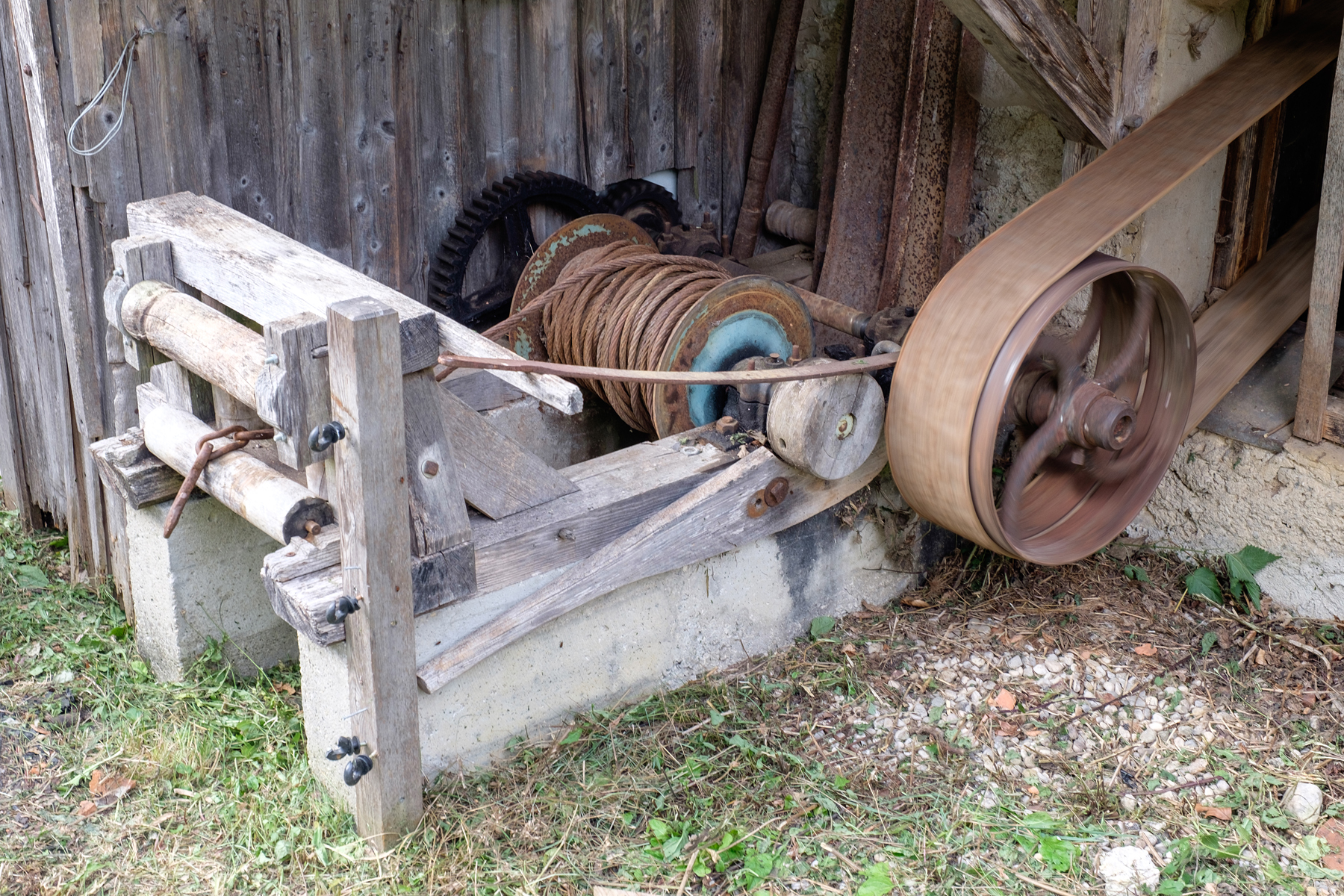
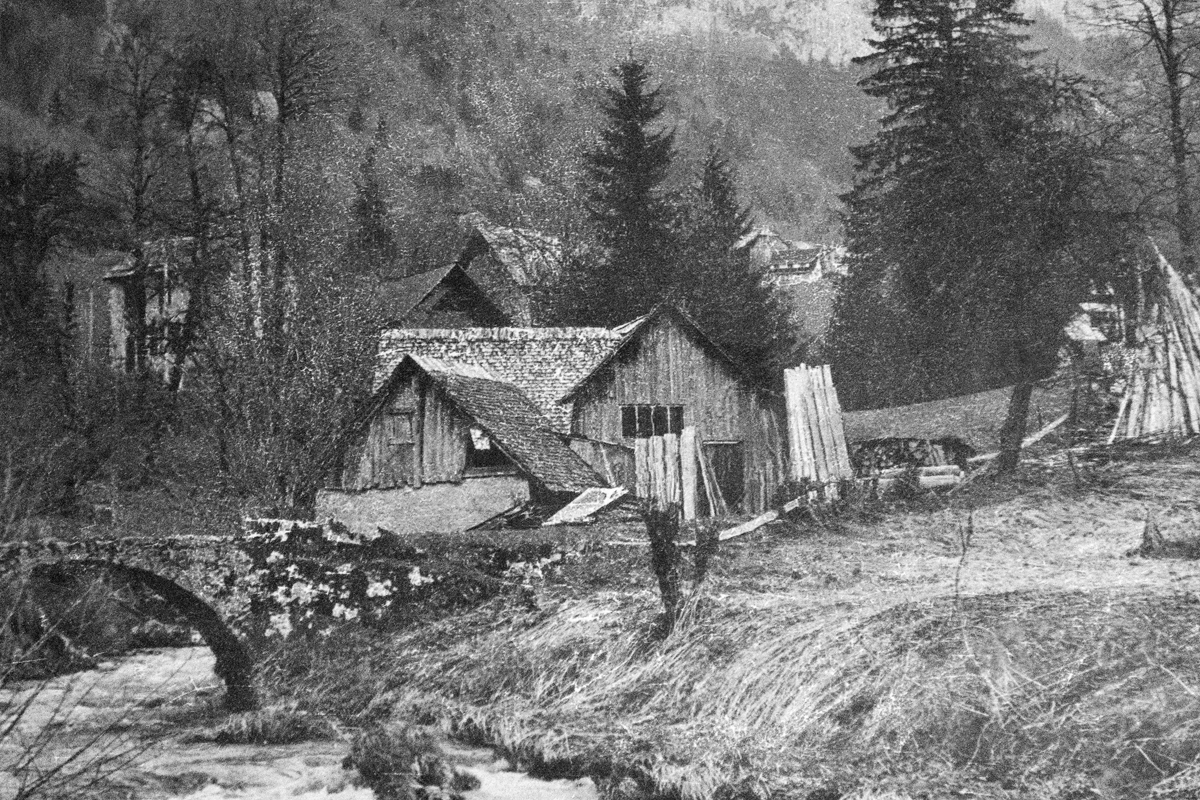